# João I de França
João I de França (Paris, 15 de novembro de 1316 – Paris, 20 de novembro de 1316), também conhecido como João, o Póstumo, foi o Rei da França e Navarra e Conde de Champagne por cinco dias como filho póstumo de Luís X. Assim, ele teve o reinado incontestável mais curto da história da monarquia francesa. João é a única pessoa a ser Rei da França desde seu nascimento e, assim, o rei francês mais jovem da história e o único a ter sido rei durante toda sua vida.

## Biografia
Na data da morte de Luís X de França, Clemência da Hungria estava grávida, pelo que a sucessão do trono ficou uma incógnita, havendo três pretendentes:
- No caso de um filho varão, este herdaria a coroa da França;
- Se nascesse outra menina, a sua filha Joana poderia subir ao trono, apesar de não haver precedentes de uma mulher ter sido coroada rainha governante da França. Ao contrário, Navarra tinha este precedente e no futuro aceitaria esta como soberana;
- Mas poderia ser decidida a necessidade de descendência varonil, pelo que Filipe de Poitiers, irmão do falecido rei e regente durante a gestação da cunhada, sob alegações de que a rainha grávida não podia assumir o governo do país, herdaria a França.

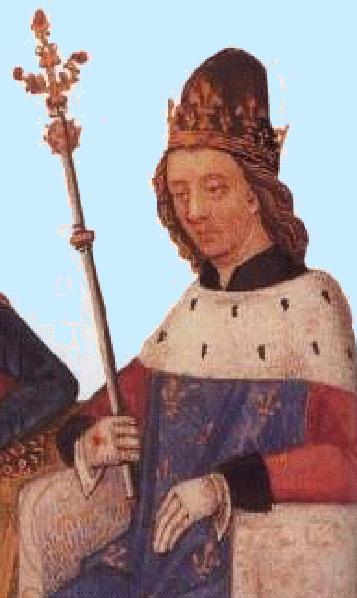
Filipe V de França, tio, regente e sucessor de João I

O assunto parecia resolvido com o nascimento de um filho varão, João I de França, o Póstumo, na noite de 14 para 15 de novembro de 1316. Porém, João só viveu por alguns dias, vindo a falecer no dia 20 de novembro, de forma misteriosa, durante a cerimónia de apresentação aos barões da França.
Apesar de serem lançadas várias teorias de conspiração sobre este óbito que, mesmo fazendo sentido, não estão provadas, não é particularmente extraordinária a morte de um bebé no início do século XIV. Mesmo com as condições privilegiadas de uma das casas reais mais evoluídas da Europa, é necessário ter em conta a taxa de mortalidade infantil da época.
Clemência da Hungria abandonou a corte e foi para Avinhão. João I foi sepultado na basílica de Saint-Denis.
À nobreza do reino foi posta a questão da legitimidade da princesa Joana, nascida do primeiro matrimónio de Luís X, à sucessão do trono francês. De facto, era a primeira vez que ocorria a ausência de um herdeiro varão directo. A sucessão que começara por ser electiva no início da dinastia capetiana, passara a dinástica varonil.
Havendo inclusivamente dúvidas sobre a paternidade de Joana, devido ao caso da Torre de Nesle, a nobreza francesa preferiu alegar a lei sálica. As coroas de França e de Navarra, e o condado de Champanhe, foram então oferecidas ao irmão de Luís X e já regente, Filipe V de França.

## Hipótese da sobrevivência
Várias hipóteses e lendas circularam sobre o bebé real, notavelmente retomadas por Maurice Druon na sua série de livros de romance histórico Os Reis Malditos: Inicialmente, que o seu tio Filipe V mandara envenená-lo, ou os seus apoiantes teriam tomado essa iniciativa.
Uma estranha história ocorrida alguns anos depois veio lançar o rumor que João não morrera. Durante o cativeiro de João II de França (1356-1360) no seguimento da batalha de Poitiers, um homem chamado Giannino Baglioni fingiu ser o desaparecido rei e herdeiro da coroa. Tentava fazer valer os seus direitos mas foi preso na Provença, tendo morrido no cativeiro em 1363.
Um livro recente relata esta história. Cola di Rienzo terá forjado documentação para atestar que Giannino Baglioni era João o Póstumo, e depois tentado colocá-lo no trono da França a fim de reforçar o seu poder em Roma. Pouco depois do seu encontro em 1354, Cola di Rienzo foi assassinado, e Giannino aguardou dois anos antes de declarar as suas pretensões.
Dirigiu-se então à corte da Hungria, onde o rei Luís I, sobrinho da rainha Clemência, o reconheceu como filho de Luís X e da sua tia. Em 1360 Giannino deslocou-se a Avinhão, mas o papa Inocêncio VI recusou recebê-lo. Depois de várias tentativas para se fazer reconhecer, foi preso em Nápoles, onde morreu no cárcere em 1363.

## Representações na cultura
- João I de França é um dos personagens da série de livros de romance histórico Os Reis Malditos (Les Rois Maudits em francês) de Maurice Druon, publicada entre 1955 e 1977, e adaptada para a televisão por duas vezes na França, em 1972 e em 2005.